# Grosmagny
Grosmagny település Franciaországban, Territoire de Belfort megyében. Lakosainak száma 551 fő (2022. január 1.). Grosmagny Vescemont, Éloie, Anjoutey, Chaux, Étueffont, Lamadeleine-Val-des-Anges, Petitmagny és Rougegoutte községekkel határos.

## Népesség
A település népességének változása:
| Lakosok száma | 561  | 547  | 543  | 524  | 525  | 521  | 516  | 534  | 551  |
|               | 2013 | 2015 | 2016 | 2017 | 2018 | 2019 | 2020 | 2021 | 2022 |